# Bruno Rey
Bruno Rey (Tlaquepaque, Jalisco, 11 de julio de 1935-Ciudad de México, 20 de mayo de 1995) fue un actor de cine, teatro, radio, televisión y doblaje contando con más de 190 trabajos diferentes. Como actor de doblaje, se le conoce por haberle dado su voz a David Janssen en la serie clásica de los años 60 El fugitivo. Su verdadero nombre fue Eliseo Reynoso.
Rey fue voz frecuentemente de El Santo y hace una aparición en Santo contra las lobas, como Capitán Pacheco. Al igual hizo el papel de Victoriano Huerta en la película Cuartelazo (1977) de Alberto Isaac y en la telenovela El vuelo del águila, y el de Álvaro Obregón en Senda de gloria. Tuvo actuaciones destacadas en las películas Los bárbaros (1982) de Jack Hill y El jinete de la divina providencia (1989) de Óscar Blancarte.

## Filmografía parcial

### Cine
- Todo por nada (1968)
- Por eso (1972)
- La inocente (1972)
- El juez de la soga (1973)
- Los bárbaros (1982)
- Chiquidrácula (1985)
- El tráiler asesino (1985)
- Nacido para matar (1986)
- Lo negro del negro (1987)
- Bandidos (1991)
- Con el amor no se juega (1991)